# Đặng Huấn
Đặng Huấn (?-1583) là đại thần có công giúp nhà Lê trung hưng thời chiến tranh Lê-Mạc trong lịch sử Việt Nam.

## Sự nghiệp
Đặng Huấn người làng Lương Xá, huyện Chương Đức, nay là huyện Chương Mỹ, Hà Nội. Ông là hậu duệ 5 đời của cụ Đăng Lâm. Cụ Đặng Lâm là con của cụ Trần Văn Huy( tự Đặng Hiên), vì chắt nội cụ Huy là cụTrần Tuân khởi nghĩa chống lại nhà Lê Sơ, do vậy sợ bị tru di tam tộc các cụ con cháu cụ Trần Văn Huy đã cải sang họ Đặng ( cải Trần vi Đặng). Cụ Đặng Lâm là tổ 5 đời của cụ Đặng Huấn, đều được Chúa Trịnh Tráng truy phong 5 đời quận công
Đặng Huấn là cháu rể đại thần Lê Bá Ly nhà Mạc. Năm 1550, Lê Bá Ly mâu thuẫn với các đại thần Phạm Dao, Phạm Quỳnh, bỏ nhà Mạc vào Thanh Hóa theo nhà Lê trung hưng. Đặng Huấn trong số các tướng đi theo Lê Bá Ly.
Khi gặp ông, Trịnh Kiểm hỏi đang giữ tước gì. Khi biết ông đang có tước Khổng Lý bá, Trịnh Kiểm thăng luôn ông lên Khổng Lý hầu.
Năm 1560, Trịnh Kiểm mang quân ra bắc đánh nhà Mạc, đóng ở Lãm Sơn. Tướng nhà Mạc là Khiêm vương Mạc Kính Điển đóng quân ở Vũ Ninh đối trận. Đặng Huấn đi đường tắt sang sông đánh quân Mạc nhưng bị bại trận, chỉ còn lại vài trăm người. Ông bèn thu tàn quân về đóng ở Cao Bằng. Bị quân Mạc vây tứ phía, Đặng Huấn lệnh cho tướng sĩ không được sao nhãng, phòng bị nghiêm ngặt rồi bất thần thúc quân tiến xuống, cố sức phá vỡ vòng vây chạy về đại bản doanh Lãm Sơn. Trịnh Kiểm khen ngợi ông và thăng làm Nghĩa quận công.
Năm 1570, Trịnh Kiểm mất, anh em Trịnh Cối và Trịnh Tùng tranh quyền. Lúc đó Đặng Huấn đóng quân ở ngoài tác chiến với quân Mạc. Ông ngả theo Trịnh Tùng. Khi quân Mạc rút lui, ông cùng Hoàng Đình Ái mang quân đuổi theo một đoạn rồi lui về Thanh Hóa.
Năm 1571, triều đình luận công. Đặng Huấn được thăng làm Thiếu phó. Năm 1579, Mạc Kính Điển mang quân vào đánh Thanh Hóa. Quân Mạc tiến đến Tống Sơn. Đặng Huấn mang quân ra chặn đánh ở Thái Đường, sai tỳ tướng Văn Hải làm tiên phong, khiêu chiến ở Kim Âu, còn mình mang quân lẻn ra sông Bình Hòa đến núi Mục chặn hậu. Cánh quân Nguyễn Hữu Liêu cùng phối hợp, đánh tan quân Mạc, chém hơn 1000 người. Mạc Kính Điển phải rút về bắc. Nhờ lập công trận này ông được phong làm Tả đô đốc thự phủ ở Tây quận, Thái phó, tước Nghĩa quận công.
Năm 1583, Đặng Huấn qua đời, được truy tặng làm Nam quân Hữu đô đốc, Chưởng sự, Thái úy, Nghĩa quận công, đặt tên thụy là Cương Chính.

## Gia đình
- Chánh phu nhân: Lê thị (1538 – 1607) húy Lư, tự Ngọc Huyên, là con gái của Thái tể Thuần Quận công Lê Bá Đễ, cháu nội của Thượng tễ Diễn Quốc công Lê Bá Ly. Sau khi qua đời, bà được truy thụy Từ Tại.
  - Con gái: 
    1. Đặng Thị Ngọc Quang, gả cho Đô đốc Thái Quận công Lê Phúc Thạc.
    2. Đặng Thị Ngọc Dao (1556 – 1643), gả cho Bình An vương Trịnh Tùng, sinh ra Thanh vương Trịnh Tráng, được tôn làm Thái quốc Thái phi, sau khi qua đời được truy thụy Từ Huy.
    3. Đặng Thị Ngọc Bích, gả cho Đô đốc Khiêm Quận công họ Hoàng, sau khi qua đời được truy thụy Từ Chân.
    4. Đặng Thị Ngọc Toàn, gả cho Thái tể Đặng Quận công Nguyễn Khải.
    5. Đặng Thị, thụy Từ Năng
    6. Đặng Thị Thục Hạnh
    7. Đặng Thị, thụy Từ Hạnh
    8. Đặng Thị Tháp

  - Con trai:
    1. Đặng Tiến Vinh (1562 – 1625) được phong tước Hà Quận công,[3] từng làm đến chức Đô đốc, Thái bảo, được triều Tây Sơn truy phong làm Thượng đặng Đại vương.[4]
    2. Đặng Thế Kỵ được phong tước Thụy Khê hầu.
- Á phu nhân: Nguyễn thị, sinh được 1 người con gái:
  1. Đặng Thị Ngọc Đoan (1556 – ?), gả cho Đô đốc Vũ Quận công Hồ tướng công.
- Thiếp: không rõ tên, sinh được 2 người con gái
  1. Đặng Thị Ngọc Bằng, thụy Trinh Tiết.
  2. Đặng Thị Ngọc Úc, gả cho Thái bảo Phù Quận công Nguyễn Hữu Dụng, sau khi qua đời được ban thụy Từ Phổ.

## Dòng họ
Đặng Huấn có con gái lấy chúa Trịnh Tùng, sinh ra thế tử Trịnh Tráng.
Con trai ông là Đặng Tiến Vinh cũng theo giúp nhà Lê trung hưng lập công, được phong tước Hà quận công, Tả tư không. Tiến Vinh sinh được bảy con, trong đó Đặng Thế Tài, Đặng Thế Khoa có tài lược kiêm văn võ.
Đặng Thế Tài được phong làm Doanh quận công, trấn thủ Sơn Tây, còn Đặng Thế Khoa làm tới Bồi tụng.
Con Thế Tài là Đặng Tiến Thự (1630-1697) được phong Yên quận công, thái phó, trấn thủ Nghệ An. Tiến Thự có 17 người con, trong đó Đặng Tiến Sở, Đặng Tiến Luân, Đặng Tiến Lân, Đặng Đình Tướng, Đặng Đình Trứ đều là đại thần nhà Lê trung hưng.
Đặng Tiến Sở được phong Lai quận công, trấn thủ Sơn Tây.
Đặng Tiến Luân trấn thủ Hải Dương và Sơn Tây, tước Bộc quận công.
Đặng Tiến Lân được phong Gia quận công.
Đặng Đình Tướng làm tới chức Bồi tụng. Con Đình Tướng là Đặng Đình Hiển, Đặng Đình Gián, Đặng Đình Quỳnh và cháu là Đặng Đình Mật đều lấy quận chúa trong phủ chúa Trịnh.
Đặng Đình Gián làm Đốc phủ Sơn Nam, Kinh Bắc, được phong Đổng quận công. Đặng Đình Quỳnh làm lưu thủ Thanh Hoa, tước Hiển Trung hầu. Đặng Đình Mật làm thống lĩnh Thanh Hoa.

## Nhận định
Đặng Huấn cùng Hoàng Đình Ái, Nguyễn Hữu Liêu và Phạm Đốc được đánh giá là các tướng cự phách của Nam triều giúp nhà Lê trung hưng. Sử gia Phan Huy Chú nhận định về ông như sau:
Đặng Huấn tuy chiến công ít, nhưng có tài cầm quân chống giữ, không hổ là tướng giỏi... Hơn 200 năm vinh hoa rực rỡ hơn cả các dòng họ công thần. Tục ngữ có câu: "Đánh giặc họ Hàm, làm quan họ Đặng"